# (30718) Records
(30718) Records es un asteroide perteneciente al cinturón de asteroides, descubierto el 14 de septiembre de 1955 por el equipo de la Universidad de Indiana desde el Observatorio Goethe Link, Brooklyn (Estados Unidos).

## Designación y nombre
Designado provisionalmente como 1955 RB1. Fue nombrado Records en honor a "Brenda Records" que trabajó durante más de 20 años en la Universidad de Indiana en el Departamento de Astronomía.

## Características orbitales
Records está situado a una distancia media del Sol de 2,764 ua, pudiendo alejarse hasta 3,640 ua y acercarse hasta 1,888 ua. Su excentricidad es 0,316 y la inclinación orbital 5,294 grados. Emplea 1678 días en completar una órbita alrededor del Sol.

## Características físicas
La magnitud absoluta de Records es 14. Tiene 9,219 km de diámetro y su albedo se estima en 0,066.